# Гасдрубал Магонід
Гасдрубал Магонід (фінік. 𐤏𐤆𐤓𐤁𐤏𐤋), († 510 до н. е.) — карфагенський полководець і державний діяч VI ст. до н. е., старший син Магона Великого.
Був призначений головнокомандувачем («рабімаханатом», фінік. ) після смерті батька, і щорічно перепризначався на цю посаду 11 років поспіль.
Панував спільно з братом Гамількаром. На початку їх панування лівійці підняли повстання, відмовившись сплачувати данину. За уривчастими відомостями відомо, що Магоніди зазнали поразки та погодилися сплачувати лівійцям відкупи за ненапад на Карфаген. Гасдрубал вважав, що вигідніше платити гроші лівійцям, ніж витрачати кошти на війну з ними, а компенсувати ці гроші можна буде у кампаніях на Сардинії.
Вів важкі війни у Сардинії, де карфагенянам чинили опір як місцеві аборигени, так і фінікійці з Нори і Сульха. Здобув перемогу над Тартессом і встановив контроль над Кальпе. Намагався утвердити карфагенську монополію на торгівлю через Гібралтарську протоку, але без особливого успіху.
У 515 до н. е. змушений переправитися до Сиртики, де спартанський царевич Доріей за підтримки киренців намагався заснувати власну колонію. Уклав союз з максіями і лівійцями, за допомогою яких витіснив греків і відновив контроль над усім узбережжям на захід від Філенових олтарів. Встановив кордон з Киреною на сході, уклавши відповідну угоду з царем Баттом IV.
Повернувся до Сардинії, де у 510 до н. е. загинув, отримавши поранення в одній із сутичок.
Мав трьох синів: Ганнібала, Гасдрубала і Сафона, але владу передав брату Гамількару.